# Préhension
La préhension (du latin prehensio) est d'abord la faculté ou l'action de saisir des proies ou autres objets avec la main. Le terme désigne également la capacité d'un organe quelconque à saisir des objets.

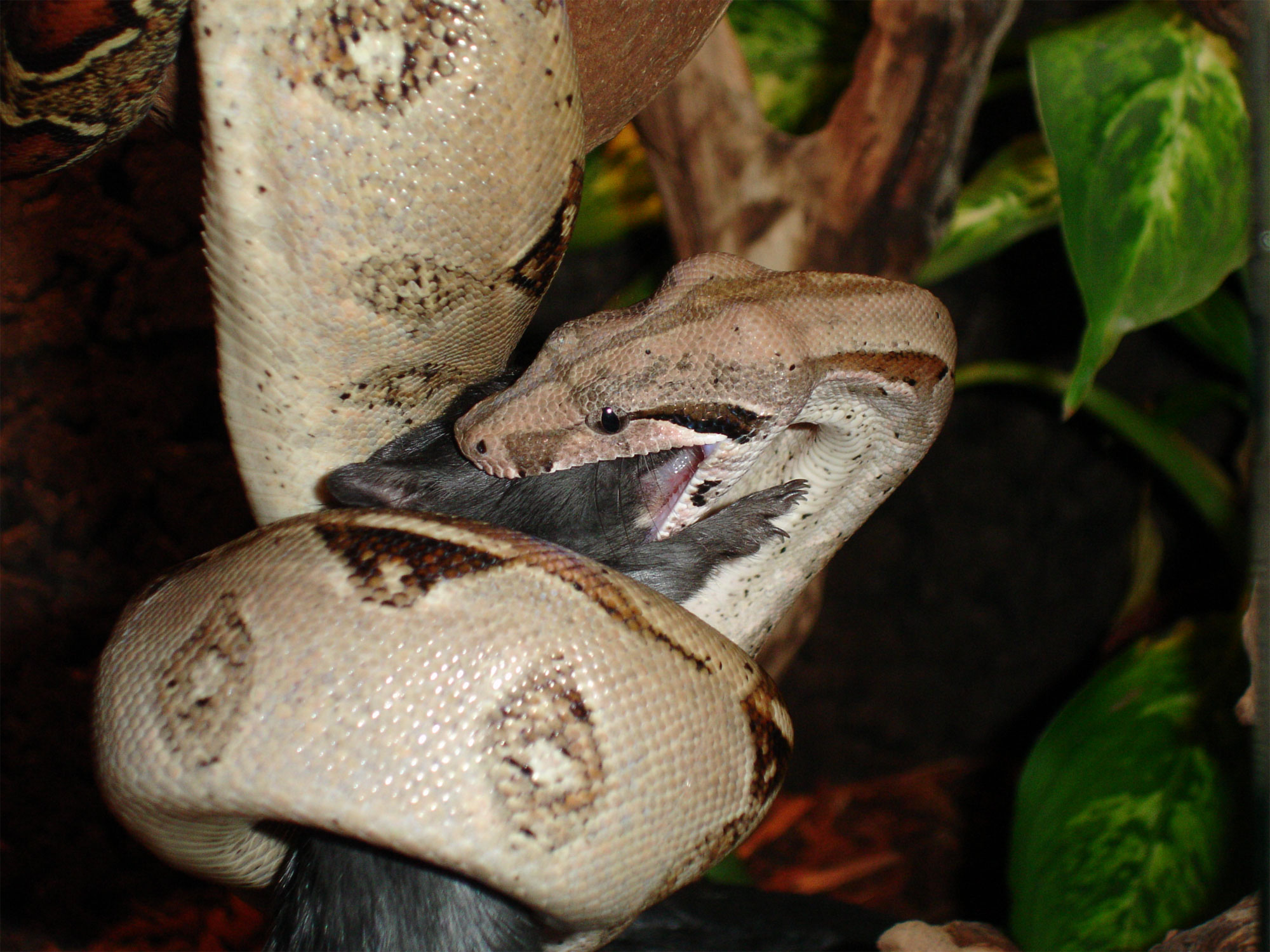
Le boa se sert de son corps pour saisir sa proie.

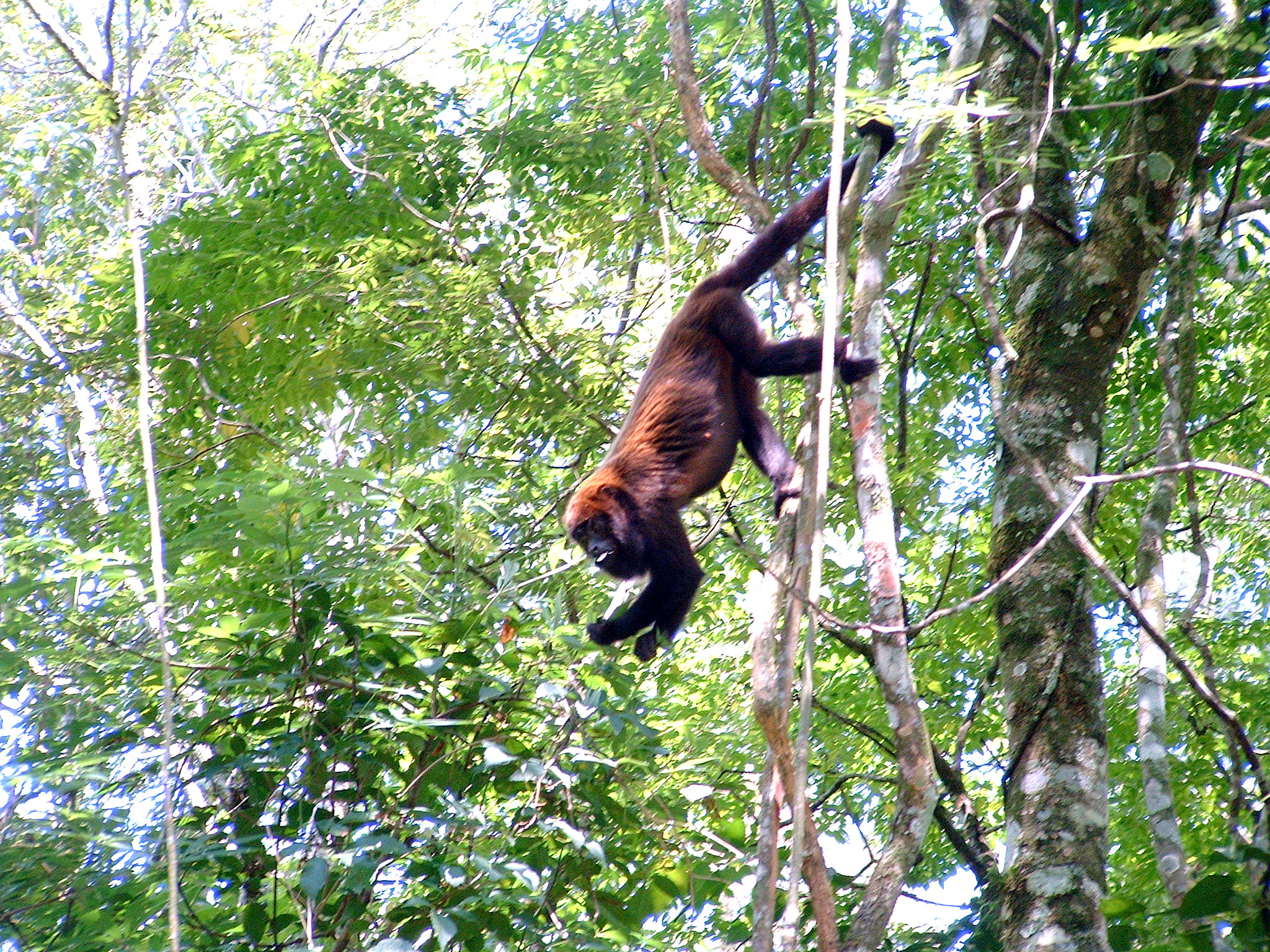
Les singes se servent des mains, des pieds, mais souvent aussi de leur queue préhensile.

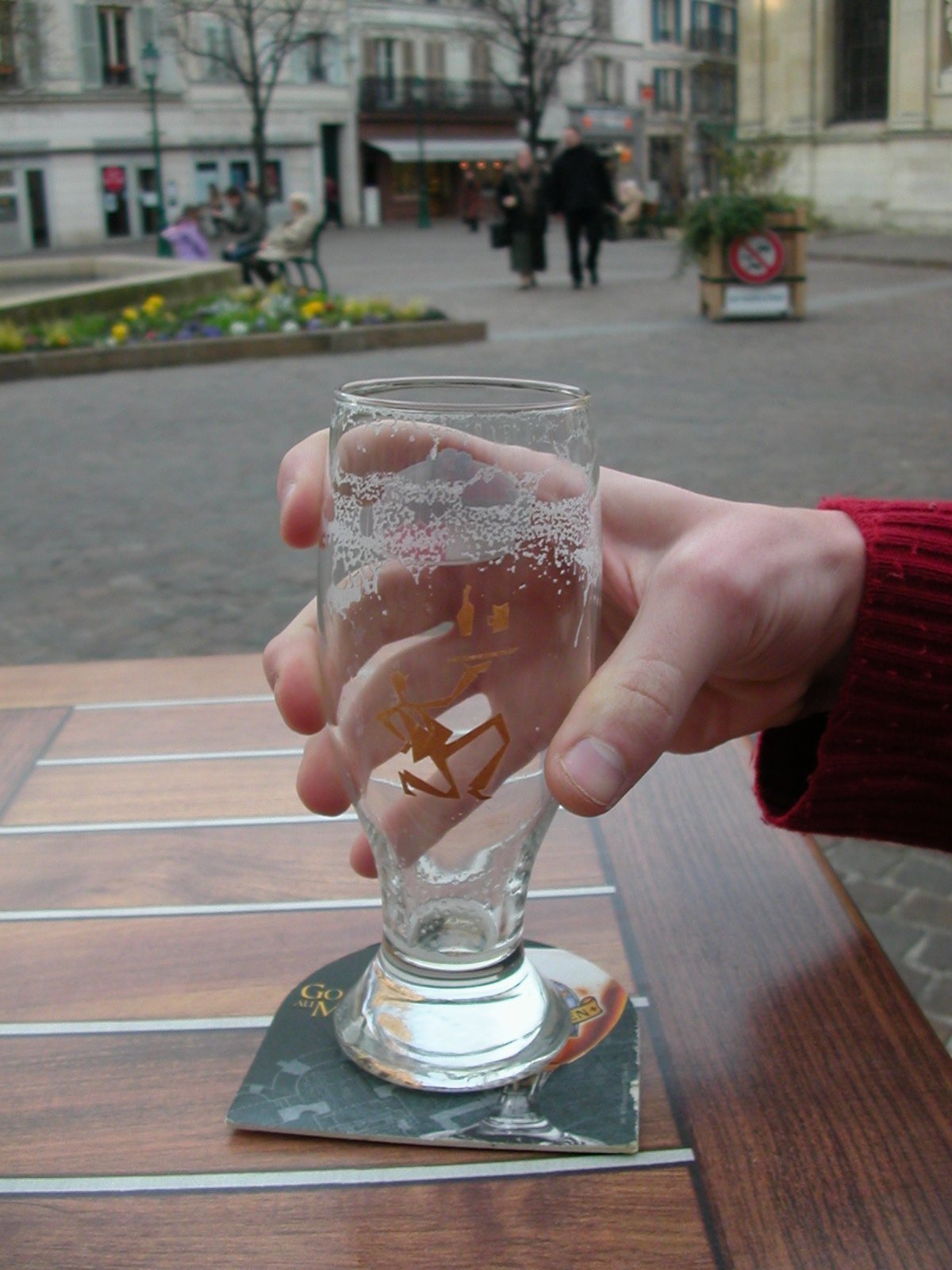
L'humain se sert de sa main.

C'est une caractéristique de l'être humain et de certains singes — notamment les grands singes. Bien que des animaux disposent de pattes et parfois d'une queue préhensile leur assurant une prise circulaire (par exemple, le caméléon sur une branche) ou d'organes habiles (telle la trompe de l'éléphant), les mains offrent un bien plus large éventail de positions et de pressions. Le pouce, notamment chez l'Homme, est le doigt de la main qui permet la préhension : il est opposé aux autres doigts, ce qui transforme la main en pince, en support ou en griffe mobile, par exemple.
On dit que la main est « préhensile ».
Cet acte, qui à la naissance constitue une activité réflexe, va progressivement évoluer pour devenir un acte volontaire précis. L’acquisition de la préhension volontaire marque une étape importante pour l’enfant, celle de l’exploration de son environnement (Exner, 2001). La préhension regroupe plusieurs mouvements indépendants des segments des doigts et de la main permettant de tenir, maintenir, libérer, prendre des objets dans la main ou les manipuler et les déplacer dans toutes les directions (Sande de Souza & Coury, 2012). Dans toutes ces actions, il existe : 
- une indépendance des mouvements du pouce et de l’index ainsi qu’un indicateur de mouvement entre ceux-ci par rapport aux autres doigts ;
- le fait que tous les mouvements des doigts et du poignet fonctionnent indépendamment des segments du bras ;
- une mobilité indépendante des articulations interphalangiennes et métacarpophalangiennes (Lashgari & Yasuda, 2006; Sande de Souza & Coury, 2012).

## Caractéristiques morphologiques et classification fonctionnelle
La préhension est assurée par une disposition anatomique bien particulière : le pouce, large et mobile, peut s'opposer aux autres doigts, paume ouverte ou poing serré. Cela est rendu possible par l'existence de muscles aux contractions coordonnées.
Pour le primatologue Napier (en) (1956), le type de préhension d’un objet peut être défini selon le but de l’action. Sur la base de cette constatation, les aspects dynamiques et fonctionnels de la préhension ont été décrits en tenant compte de deux facteurs de base : la force et la précision. Dans la préhension de force, l'objet est serré contre la paume de la main pour permettre le déploiement de la force par les doigts et le pouce (Sande de Souza & Coury, 2012). Dans la préhension de précision, l'objet est manipulé entre le pouce et les doigts de façon habile sans l'implication de la paume (mouvements d’opposition). Pour leur part, Weiss et Flatt (1971) décrivent différemment la classification des patrons de préhension chez l’enfant. D’une part, il existe les préhensions incluant l’opposition du pouce : préhension de type palmaire (sphérique, cylindrique, disque) qui consiste à utiliser toute la main pour l'enrouler autour d'un objet ainsi que les pinces de type latérale, terminale et tridigitale qui impliquent des mouvements de contact du pouce et de la pulpe des doigts. D’autre part, il existe les  préhensions n’impliquant pas de mouvements d’opposition, soit la préhension de type crochet où une force est exercée afin de transporter un objet (Exner, 2001; Lashgari & Yasuda, 2006).

## Développement infantile
Chez l'Homme, la capacité à saisir correctement n'est pas immédiate : pendant ses neuf premiers mois, l'enfant apprend à contrôler ses mains pour effectuer des mouvements précis et réfléchis. La préhension se développe en même temps que le système nerveux acquiert un rétrocontrôle efficace. Vers quatre mois, l'enfant est capable de déplier ses doigts pour attraper un objet, même s'il le laisse tomber au lieu de le reposer. Le pouce et les quatre doigts opposés se coordonnent. Par la suite, ce sont les deux mains préhensiles qui travaillent ensemble. Reste à moduler la force et la pression exercée par les doigts, ce que l'enfant maîtrise très bien au bout de neuf à dix mois. Pendant l'enfance, la préhension s'affine car elle stimule les activités logiques : repérage dans l'espace, jeux de constructions, toucher... sont autant d'efforts intellectuels et physiques que l'Homme peut mener à bien grâce à sa capacité de préhension contrôlée.
Séquence de développement de la préhension : Les facteurs déterminant l’évolution de la préhension s’apparentent à ceux de la motricité globale et sont régis en bonne partie par la maturation et l’intégrité du système nerveux. La maîtrise de la préhension requiert la capacité d’orienter correctement son bras, d'organiser le mouvement en fonction de la distance, d'ouvrir la main et de la refermer sur l’objet désiré. Cela suppose une bonne coordination œil-main et une maîtrise des fléchisseurs des doigts pour obtenir l’ouverture et la fermeture volontaire de la main (Sande de Souza & Coury, 2012). L’enfant parviendra à ce stade de la maîtrise de la préhension en suivant plusieurs étapes et selon certaines conditions. Le développement de préhension suit la séquence suivante : les préhensions ulnaires, palmaires et radiales. En ce qui a trait au développement du contact palmaire, on note également une évolution, allant du contact avec la portion subterminale des doigts au contact avec la pulpe des doigts. Toute cette évolution dépend d’une activité concertée et intégrée des longs fléchisseurs, des muscles intrinsèques de la main et des  muscles extrinsèques (Exner, 2001).

## Préhension robotique
Les robots modernes copient les mécanismes de préhension humaine pour effectuer des actions diverses. Les bras mécanisés de sous-marin ou de robots de lignes de montages sont souvent munis de pinces, à trois doigts ou plus, à forte capacité de préhension (mobilité et force de pression accrues). Certains robots tentent d'améliorer ce principe en le généralisant à d'autres « membres » mécanisés : des robots militaires peuvent ainsi saisir des objets avec bras, pattes et antennes.
Reproduire la préhension et ses nuances est une chose complexe. Le mécanisme doit s'assurer de la stabilité de la prise, gérer l'effort exercé sur l'objet saisi au cours de la manipulation ainsi que l'opposition continue à la gravité. La préhension robotisée révèle d'ailleurs que les actions courantes (tenir, saisir, soulever, pousser...) ne sont pas seulement mécaniques, mais font intervenir des capteurs (via les nerfs chez l'homme) dont les stimulations sont intégrées dans un système central réactif (le cerveau chez l'homme, un circuit central pour un robot). La préhension « intelligente » est un exercice crucial pour tester les capacités d'indépendance et d'adaptation des robots – comme c'est le cas de façon naturelle chez l'enfant.

## Dysfonctionnement
Des troubles de la préhension sont constatés chez les personnes atteintes de maladies affectant le système nerveux central et les muscles, comme les malades de Parkinson.